# Carex berteroniana
Espèce
Classification phylogénétique
Carex berteroniana est une espèce de plantes du genre Carex et de la famille des Cyperaceae.